# Giovanni Ciani
Giovanni Ciani (9. března 1833 Trento – 2. října 1914 Trento) byl rakouský politik italské národnosti z Tyrolska (respektive z Jižního Tyrolska), v 2. polovině 19. století poslanec Říšské rady a starosta Trenta.

## Biografie
Opakovaně byl volen jako člen italských národních liberálů do funkce starosty tyrolského Trenta. Starostou byl v období let 1866–1872 a znovu 1880–1885. Zasedal i jako poslanec Tyrolského zemského sněmu.
Byl také poslancem Říšské rady (celostátního parlamentu Předlitavska), kam nastoupil v prvních přímých volbách roku 1873, za kurii velkostatkářskou v Tyrolsku, 2. voličský sbor. Rezignaci oznámil dopisem 23. června 1877 z politických důvodů, 27. listopadu 1877 opětovně složil slib. Mandát obhájil ve volbách roku 1879, nyní za městskou kurii v Tyrolsku, obvod Trento, Cles, Fonde atd. Slib složil 9. října 1879. Opětovně zde byl zvolen i ve volbách roku 1885, volbách roku 1891 a volbách roku 1897. Rezignaci oznámil na schůzi 18. října 1899. Pak ho v parlamentu nahradil Vittorio de Riccabona. V roce 1873 se uvádí jako baron Johann von Ciani, statkář, bytem Trento.
V roce 1873 usedl do parlamentu za blok ústavověrných. Uvádí se tehdy coby jeden z 67 členů staroliberálního Klubu levice, vedeného Eduardem Herbstem. V roce 1878 zasedal v pětičlenném italském poslaneckém klubu. V prosinci 1882 se přidal k nově ustavenému poslaneckému Coroniniho klubu, oficiálně nazývanému Klub liberálního středu, který byl orientován vstřícněji k vládě Eduarda Taaffeho. Za člena Coroniniho klubu se uvádí i po volbách do Říšské rady roku 1885.
Císař ho povýšil do baronského stavu. Zemřel v říjnu 1914.
Jeho syn Tito Ciani byl zemským poslancem v Tyrolsku.